# Група средњодалматинских НОП одреда
Група средњодалматинских НОП одреда је био партизанска формација у саставу Народноослободилачке војске и партизанских одреда Југославије током Другог светског рата у Југославији.

## Историјат
Формирана је по наређењу Штаба 8. корпуса од 24. новембра 1943, а оформљена 7. децембра 1943. од: Динарског, Мосорског, Свилајско-мосећког и Шибенско-трогирског НОП одреда. У почетку је била потчињена делом 9, а делом 20. дивизији, а касније само 20. дивизији НОВЈ. Дејствовала је на подручју од линије Книн—Дрниш—Рогозница до линије Аржано—Омиш, али се борила и на територији до реке Крке на западу. Ослонци за дејства одреда били су планине Динара, Свилаја, Мосећ и Мосор уз обалу. Крајем децембра одреди из Групе су учествовали у ослобођењу Врличке и Сињске крајине. У јануару је Група ореда имала 1029 бораца са 728 пушака, 21 аутоматом, 29 пушкомитраљеза и 8 митраљеза. У прва три месеца 1944. одреди су дејствовали на својим подручјима док су главнине дивизија дејствовале на Динари, бранећи слободну територију. Удаљени од оперативних јединица, одреди су, најчешће, нападали усташко-домобранске и четничке посаде, одбијали њихове продоре на слободну територију и радили на мобилизацији нових бораца. Шибенско—трогирски и Мосорски НОПО, дејствујући уз обалу, одржавали су канал (веза између обале и острва), прихватајући опрему и отпремајући збег од неколико хиљада људи и рањеника с копна на острво Вис. На подручју Групе одреда повремено је дејствовала по једна бригада 20. дивизије. Мосорски одред је 25. марта 1944. нападнут на Мосору, па се пребацио на Камешницу и са Динарским одредом учествовао у одбрани слободне територије на Камешници и Динари (март и април). Одреди су формирали и мање групе састављене од искуснијих бораца, које су по неколико дана деловале одвојено у близини јачих непријатељевих гарнизона и дуж важнијих комуникација, изводећи препаде, заседе и диверзије (око Сплита, Трогира, Каштела, Шибеника). У априлу имали су по два батаљона осим Шибенско-трогирског одреда, који је имао четири чете. Крајем пролећа и почетком лета Група одреда је појачала дејства на непријатељске колоне дуж значајних комуникација које из Сплита и Шибеника воде ка Книну и Сињу, као и на усташке и четничке посаде. Свилајско-мосећки и Шибенско-трогирски одред са бригадом 20. дивизије водили су борбе са четницима 12. маја; Мосорски одред садејствовао
је 3. бригади 20. дивизије при разбијању усташког батаљона у Аржану (27/28. маја); Мосорски и Динарски одред са 3. бригадом 20. дивизије напали су посаду у Триљу, а Свилајско-мосећки и 1. бригада 20. дивизије водили су борбе на подручју Свилаје (крајем јуна). Ради прилива нових бораца Група одреда је средином јула формирала Врлички НОП одред, састављен од бораца из Врличке крајине. У другој половини јула и почетком августа Група је учествовала у нападу 20. и 9. дивизије на Врличку и Книнску крајину. У десанту
26. дивизије са Брача на копно, Мосорски НОП одред осигуравао је искрцна места. Почетком октобра од Петропољске чете и нових бораца формиран је Дрнишки НОП одред. Крајем октобра расформиран је Свилајско-мосећкиодред, а људство је попунило јединице 9. дивизије. Почетком новембра расформиран је Шибенско—трогирски одред и као 5. батаљон ушао у састав 1. далматинске пролетерске бригаде , 12. новембра 1944. расформирани су Динарски и Мосорски одред, а људство им је ушло у састав 20. дивизије; истовремено расформиран је и Дрнишки одред, док је Врлички расформиран тек у фебруару 1945.